# Prawoto
Prawoto is een bestuurslaag in het regentschap Pati van de provincie Midden-Java, Indonesië. Prawoto telt 10.929 inwoners (volkstelling 2010).